# Nedamy
Nedamy jsou uměle rozšířené jeskyně, případně zaniklý skalní hrad v Ralské pahorkatině (podcelek Dokeská pahorkatina, okrsek Polomené hory). Nedamy se nacházejí severně od hradu Kokořína na katastru Jestřebice, části obce Dobřeň v okrese Mělník.

## Jeskyně
Jedná se o dvojici jeskyní v pískovci, uměle rozšířených v době třicetileté války, kdy se zde schovávali lidé z okolí před Švédy. Do skalní rozsedliny byly vytesány schody, kterými se lze dostat na plošinu umožňující rozhled po okolní krajině – na hrad Kokořín, Kokořínský důl a Hradsko. Přístupová cesta vede po zelené turistické značce od Kokořínského dolu – z osady Kanínský Důl na Jestřebice.

## Skalní hrad

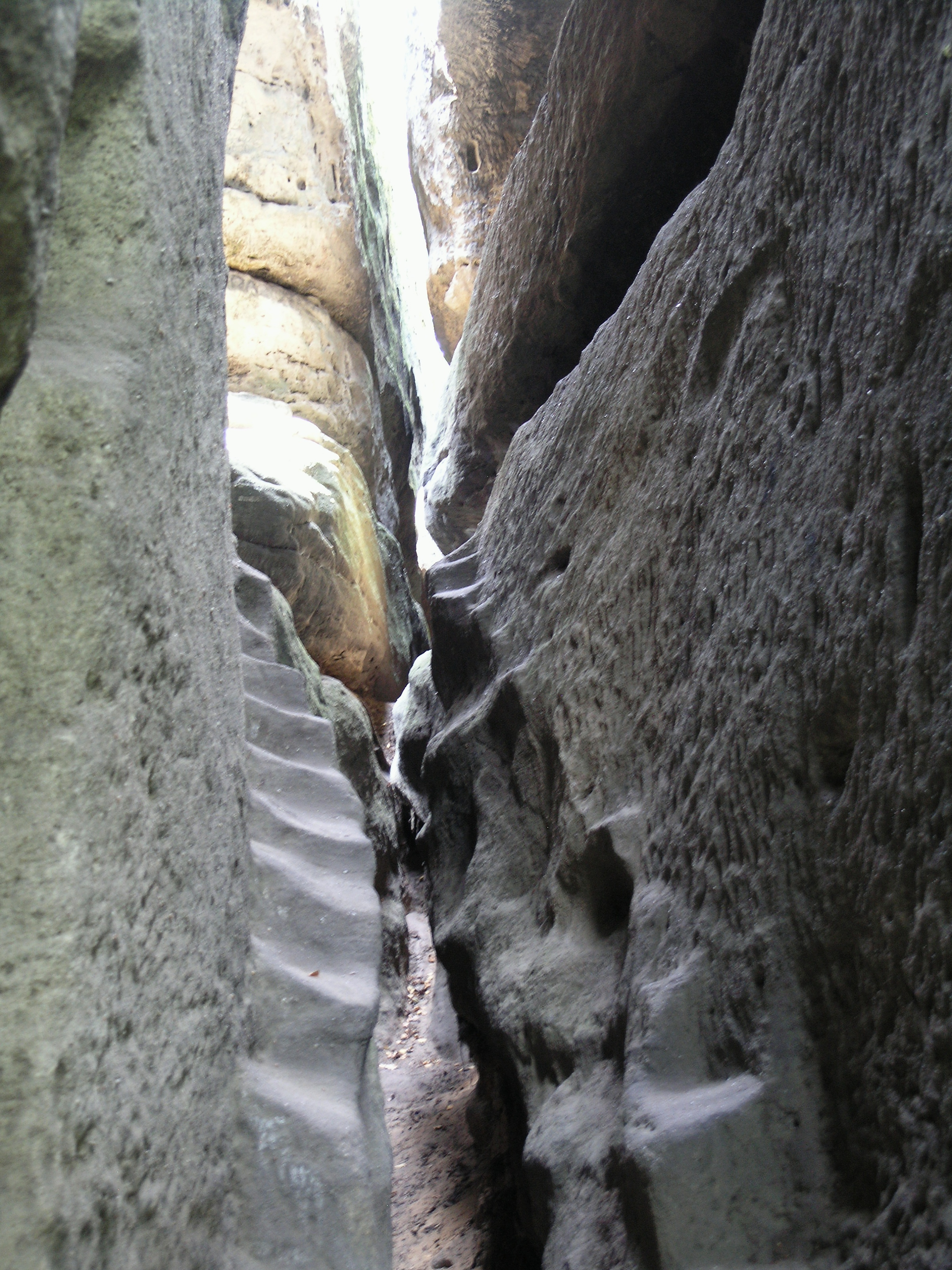
Zbytky schodiště

O sídelní funkci Nedam uvažoval už Josef Bedřich Cinibulk. Podle něj zde žili pravěcí lidé (troglodyté).[zdroj?] Jisté je, že za třicetileté války sloužily jako úkryt. Na místě se našla řada keramických střepů, datovaných do období 13.–16. století. Na vrcholu skály se navíc nachází základy blíže neznámého čtvercového objektu, což vedlo k teoriím o existenci skalního hradu, která však není doložená.
Další, kdo se o Nedamách zmiňuje jako o hradu, je Zdeněk Fišera – v díle Skalní hrady zemí koruny české (2004). Svoji teorii kromě nálezů keramiky opírá také o zmínku z roku 1408, kdy je uváděn Oldřich z Házmburka a Nedam. Domnívá se, že hrad sloužil jako sídlo manů českého krále. Později se mělo jednat o předsunuté opevnění Kokořína. Na počátku 20. století pak nechal místo upravit Jan Špaček, majitel Kokořína.